# Coliadins
|  | No s'ha de confondre amb Coeliadinae. |

Els coliadins (Coliadinae) són una subfamília de lepidòpters papilionoïdeus de la família dels pièrids (Pieridae). Hi ha aproximadament 300 espècies descrites.
Hi ha 36 espècies a Amèrica del Nord, on es distribueixen des de Mèxic fins al nord del Canadà. Els mascles de la majoria de les espècies són diferents de les femelles, incloent, (per exemple, en el gèneres Colias i Gonepteryx) reflexions ultraviolades brillants que no tenen les femelles.
A Europa hi ha 3 gèneres amb un total de 18 espècies.

## Sistemàtica
La subfamília Coliadinae pot estar dividit en les 3 tribus tradicionals i un llinatge basal, amb un gènere de col·locació poc clara. Els tàxons estan disposats aquí segons la presumpta seqüència filogenètica, des dels llinatges més antics fins als més moderns:
Llinatge basal
- Kricogonia Reakirt, 1863
- Nathalis Boisduval, [1836]

Tribu Euremini
- Terias Swainson, 1821
- Pyrisitia Butler, 1870
- Abaeis Hübner, [1819]
- Eurema Hübner, [1819]
- Leucidia Doubleday, [1847]
- Teriocolias Roeber 1909

Tribu Goniopterygini
- Dercas Doubleday, [1847]
- Gonepteryx Leach, [1815]

Tribu Coliadini
- Catopsilia Hübner, [1819]
- Colias Fabricius, 1807
- Zerene Hübner, [1819]
- Anteos Hübner, [1819]
- Aphrissa Butler, 1873
- Phoebis Hübner, [1819]
- Prestonia Schaus, 1920
- Rhabdodryas Godman & Salvin, [1889]

Incertae sedis
- Gandaca Moore, [1906]

## Espècies de la península Ibèrica i Balears
- Colias alfacariensis
- Colias crocea
- Colias phicomone
- Gonepteryx cleopatra
- Gonepteryx rhamni

## Galeria

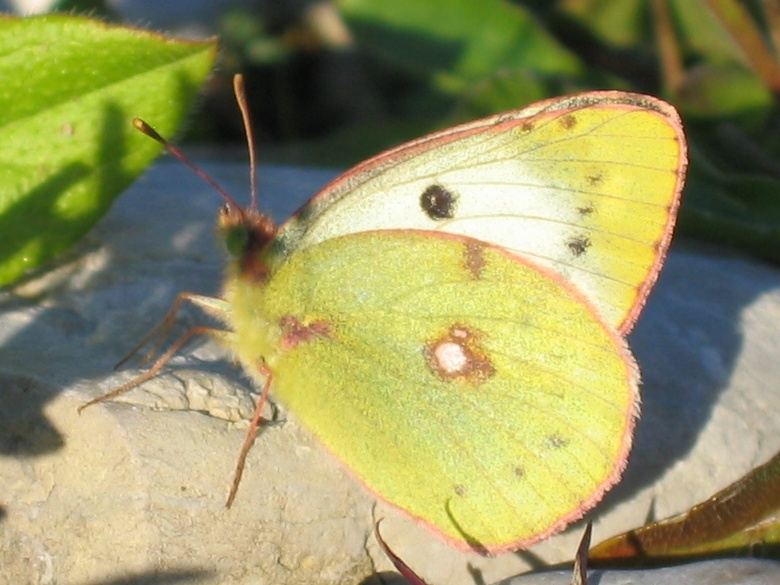
Colias alfacariensis
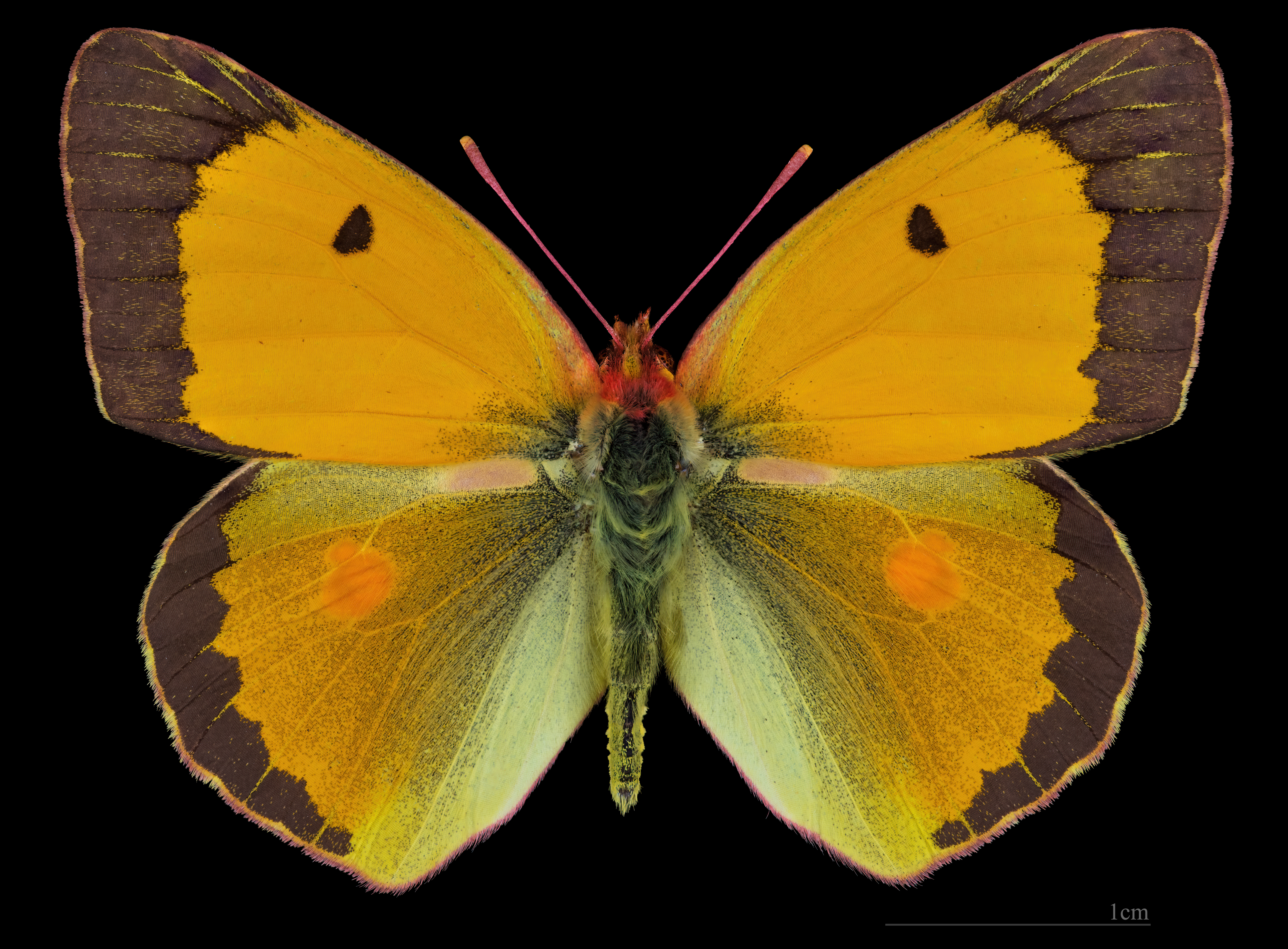
Colias crocea
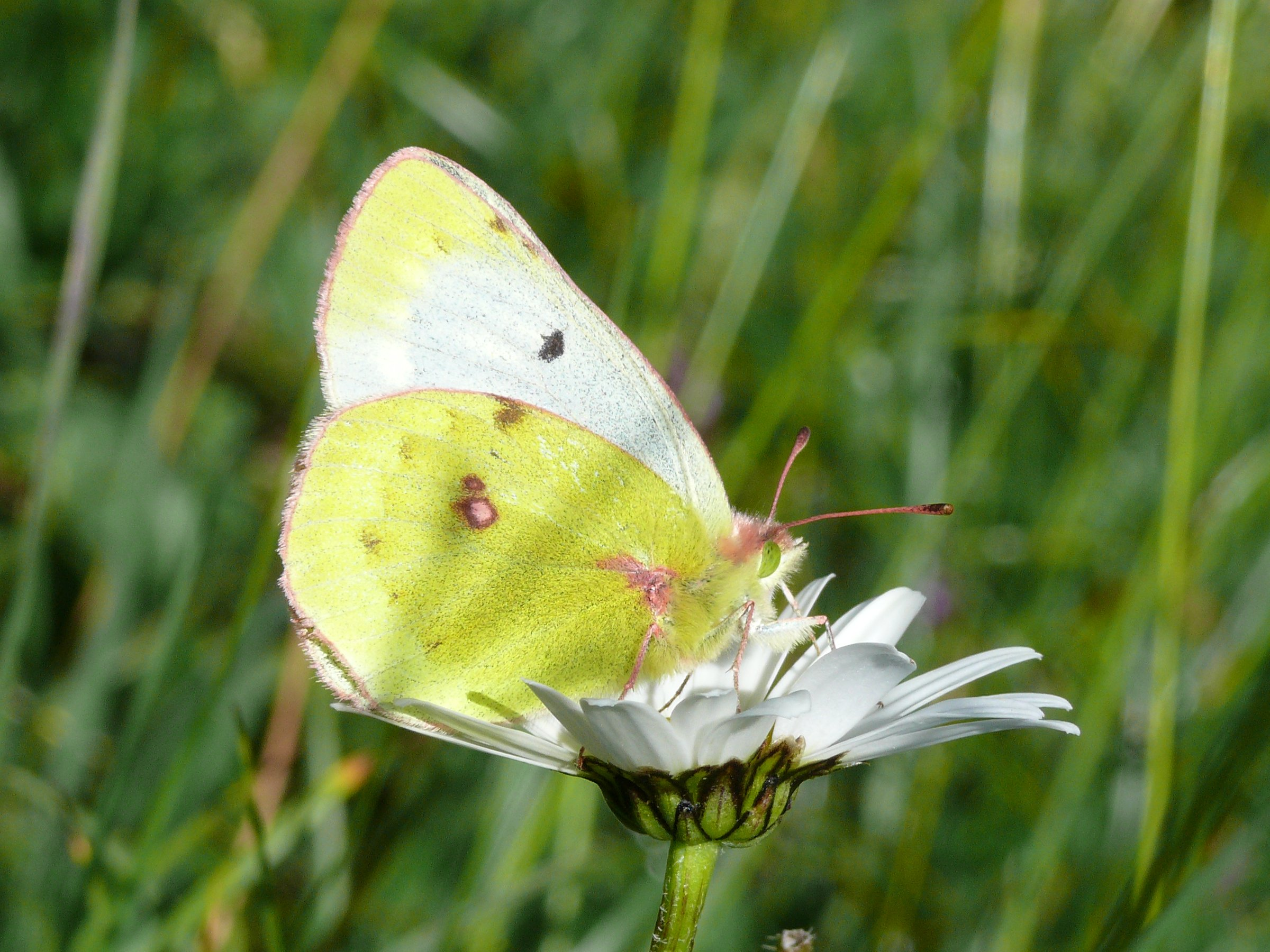
Colias phicomone
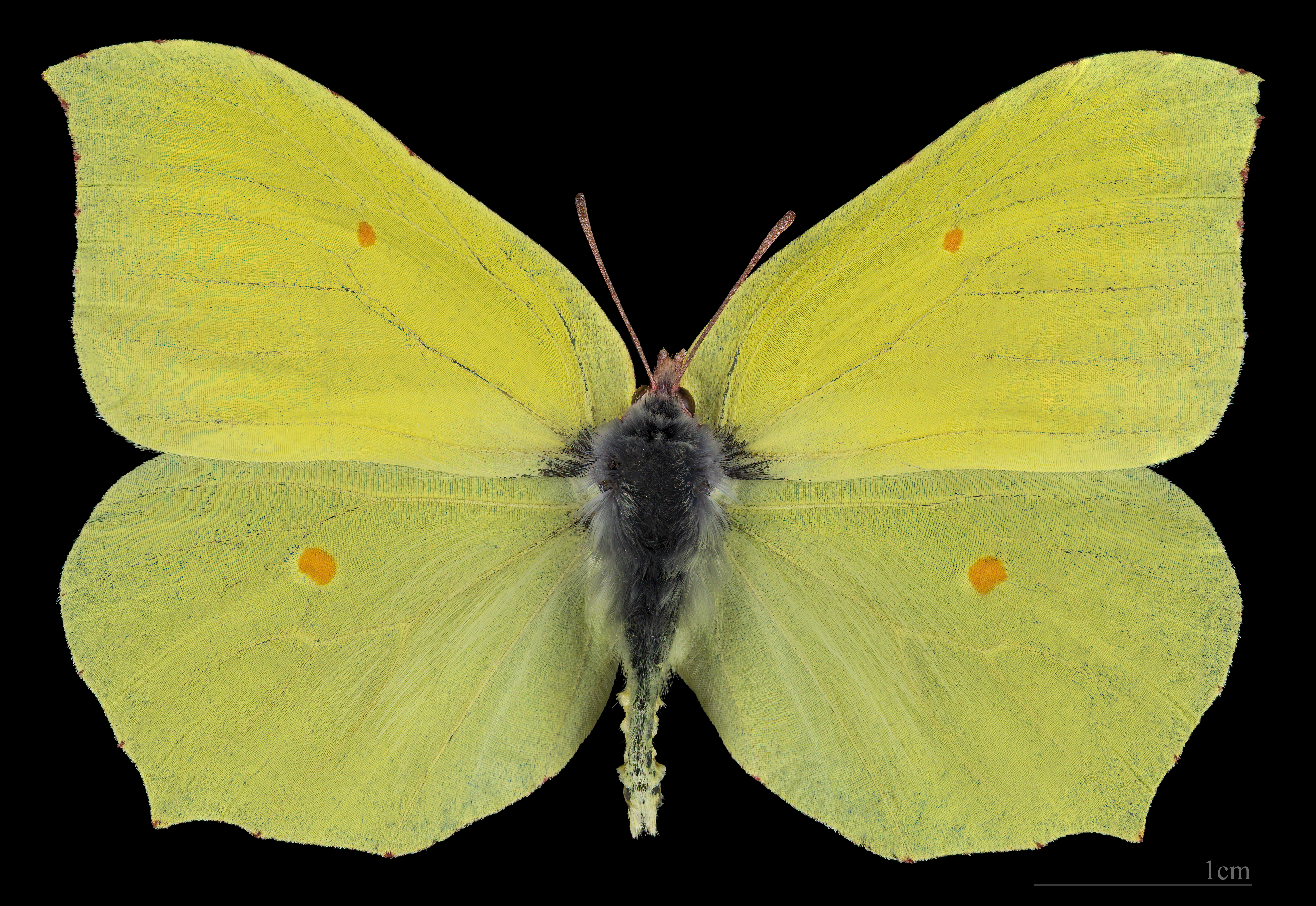
Gonepteryx rhamni
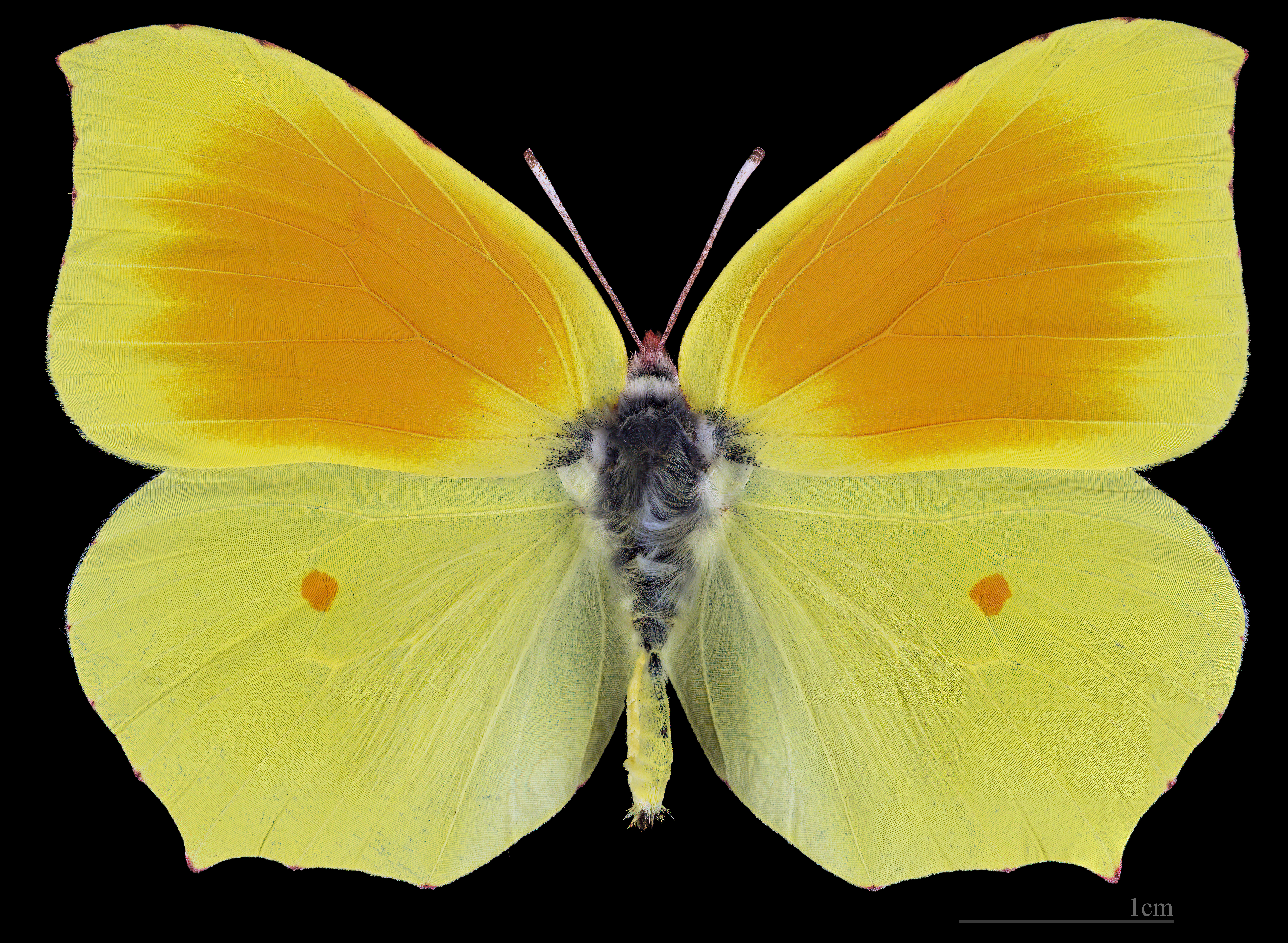
Gonepteryx cleopatra